# باشگاه فوتبال النصر عربستان سعودی
باشگاه فوتبال النصر (به عربی: نادی النصر السعودیة) یک باشگاه فوتبال در شهر ریاض در کشور عربستان سعودی است که در لیگ حرفه‌ای عربستان حضور دارد.
این باشگاه در سال ۱۹۵۵ میلادی تأسیس شده است. دربی شهر ریاض عربستان بین تیم‌های النصر و الهلال برگزار می‌شود که مهم‌ترین رقابت باشگاهی در فوتبال عربستان می‌باشد.
کریستیانو رونالدو ستاره پرتغالی فوتبال در ژانویه ۲۰۲۳ به این باشگاه پیوست.

## تاریخچه

### شروع و پیروزی‌ها (۱۹۵۵–۱۹۸۹)
النصر در سال ۱۹۵۵ توسط زید بن مطلق الجعبه پایه‌گذاری شد. الدیویش المطیری. تمرین در یک زمین بازی قدیمی در گشلت الشرطه در غرب آغاز شد. باغ الفتح که در آن یک زمین فوتبال کوچک و یک اتاق کوچک برای محافظت از توپ و پیراهن موجود بود. علاوه بر برادران الجعبه، علی و عیسی العویس از اولین کسانی بودند که در این باشگاه فعالیت نمودند.
این تیم ۹ بار به مقام قهرمانی لیگ حرفه‌ای فوتبال عربستان و ۶ بار به مقام قهرمانی جام پادشاهی عربستان نیز رسیده است. همچنین باشگاه النصر یک بار مقام قهرمانی و دو بار نایب قهرمانی سوپرجام عربستان را به‌دست آورده است.
این تیم در جام باشگاه‌های آسیا فصل ۱۹۹۵ به مقام نایب قهرمانی و در جام برندگان جام آسیا ۹۸-۱۹۹۷ به مقام قهرمانی و در جام برندگان جام آسیا ۹۲–۱۹۹۱ به مقام نایب قهرمانی و در سوپر جام آسیا ۱۹۹۸ به مقام قهرمانی رسید. باشگاه النصر دو بار در فصل‌های ۲۰۲۰ و ۲۰۲۱ به نیمه نهایی لیگ قهرمانان آسیا راه یافته است.
ماجد عبدالله با ۲۵۹ گل بهترین گلزن تاریخ این باشگاه است. همچنین وی رکورددار بیشترین حضور با ۲۴۰ بازی برای النصر نیز هست.

## بازیکنان

### بازیکنان کنونی
| شماره |               | پست       | بازیکن                      |
| ----- | ------------- | --------- | --------------------------- |
| ۱     | عربستان سعودی | دروازه‌بان | امین بخاری                  |
| ۲     | عربستان سعودی | مدافع     | سلطان الغنام                |
| ۳     | عربستان سعودی | مدافع     | عبدالله مادو                |
| ۴     | عربستان سعودی | مدافع     | محمد الفتیل                 |
| ۵     | عربستان سعودی | مدافع     | عبدالاله العمری             |
| ۷     | پرتغال        | مهاجم     | کریستیانو رونالدو (کاپیتان) |
| ۸     | عربستان سعودی | هافبک     | عبدالمجید الصلیهم           |
| ۱۰    | سنگال         | مهاجم     | سادیو مانه (کاپیتان دوم)    |
| ۱۱    | عربستان سعودی | هافبک     | خالد الغنام                 |
| ۱۲    | عربستان سعودی | مدافع     | نواف بوشل                   |
| ۱۴    | عربستان سعودی | هافبک     | سامی النجعی                 |
| ۱۵    | برزیل         | مدافع     | الکس تلیس                   |
| ۱۶    | عربستان سعودی | مهاجم     | محمد مران                   |
| ۱۷    | عربستان سعودی | هافبک     | عبدالله الخیبری             |
| ۱۸    | عربستان سعودی | مهاجم     | عبدالفتاح آدم               |

| شماره |               | پست       | بازیکن            |
| ----- | ------------- | --------- | ----------------- |
| ۱۹    | عربستان سعودی | هافبک     | علی الحسن         |
| ۲۱    | عربستان سعودی | هافبک     | مختار علی         |
| ۲۳    | عربستان سعودی | هافبک     | ایمن یحیی         |
| ۲۴    | عربستان سعودی | دروازه‌بان | بنتو              |
| ۲۵    | پرتغال        | هافبک     | اوتاویو مونتیرو   |
| ۲۷    | اسپانیا       | مدافع     | ایمریک لاپورت     |
| ۲۹    | عربستان سعودی | هافبک     | عبدالرحمن غریب    |
| ۳۰    | عربستان سعودی | مهاجم     | مشاری النمر       |
| ۳۱    | عربستان سعودی | هافبک     | محمد صهلولی       |
| ۴۱    | عربستان سعودی | دروازه‌بان | محمد العتیبی      |
| ۴۴    | عربستان سعودی | دروازه‌بان | نواف العقیدی      |
| ۴۶    | عربستان سعودی | هافبک     | عبدالعزیز العلیوه |
| ۷۷    | کرواسی        | هافبک     | مارسلو بروزویچ    |
| ۷۸    | عربستان سعودی | مدافع     | علی لاجامی        |
| ۹۴    | برزیل         | مهاجم     | تالیسکا           |

### قرضی در بیرون
| شماره |               | پست   | بازیکن                    |
| ----- | ------------- | ----- | ------------------------- |
| ۲۰    | عربستان سعودی | مدافع | حمد ال منصور (در الاخدود) |

| شماره |               | پست   | بازیکن                  |
| ----- | ------------- | ----- | ----------------------- |
| ۴۲    | عربستان سعودی | مدافع | منصور الشمری (در الحزم) |

## افتخارات
| تورنمنت                          | قهرمان                                                                                   | نایب قهرمان                                                            |
| -------------------------------- | ---------------------------------------------------------------------------------------- | ---------------------------------------------------------------------- |
| لیگ برتر                         | (۹) بار: ۷۵–۱۹۷۴، ۸۰–۱۹۷۹، ۸۱–۱۹۸۰، ۸۹–۱۹۸۸، ۹۴–۱۹۹۳، ۹۵–۱۹۹۴، ۱۴–۲۰۱۳، ۱۵–۲۰۱۴، ۱۹–۲۰۱۸ | (۷) بار: ۷۷–۱۹۷۶، ۷۸–۱۹۷۷، ۷۹–۱۹۷۸، ۹۱–۱۹۹۰، ۰۱–۲۰۰۰، ۲۰–۲۰۱۹، ۲۳–۲۰۲۲ |
| جام پادشاه                       | (۶) بار: ۱۹۷۴، ۱۹۷۶، ۱۹۸۱، ۱۹۸۶، ۱۹۸۷، ۱۹۹۰                                              | (۸) بار: ۱۹۶۷، ۱۹۷۱، ۱۹۷۳، ۱۹۸۹، ۲۰۱۲، ۲۰۱۵، ۲۰۱۶، ۲۰۲۰، ۲۴–۲۰۲۳       |
| سوپر جام                         | (۲) بار: ۲۰۱۹، ۲۰۲۰                                                                      | (۳) بار: ۲۰۱۴، ۲۰۱۵ ۲۰۲۴                                               |
| لیگ قهرمانان                     | –                                                                                        | (۱) بار: ۱۹۹۵                                                          |
| سوپرجام آسیا                     | (۱) بار: ۱۹۹۸                                                                            | –                                                                      |
| جام برندگان جام آسیا             | (۱) بار: ۱۹۹۷                                                                            | (۱) بار: ۱۹۹۱                                                          |
| جام قهرمانان باشگاه‌های عربی      | (۱) بار: ۲۰۲۳                                                                            | –                                                                      |
| جام قهرمانان باشگاه‌های خلیج فارس | (۲) بار: ۱۹۹۶، ۱۹۹۷                                                                      | –                                                                      |